# مايكروسوفت موبايل
مايكروسوفت موبايل (بالإنجليزية: Microsoft Mobile)‏ هو قطاع الهواتف الذكية التابعة لشركة مايكروسوفت الأمريكية الشهيرة تأسست في 25 أبريل 2014. بعدما استبدلت العلامة التجارية لشركة الفلندية نوكيا أكبر مصنع للهواتف المحمولة والهواتف الذكية حتى سنة 2012 بعلامتها التجارية مايكروسوفت موبايل بعد شراء شركة نوكيا من قبل شركة مايكروسوفت ب7 مليارات$ وفي 11 من نوفمبر 2014 أعلنت عن أول هاتف ذكي لها وهو مايكروسوفت لوميا 535 ويقع مقرها الرئيسي في إسبو في فنلندا. هي تابعة لمايكروسوفت والنظام التشغيلي الخاصة بها والتي تعمل به في كل الهواتف الذكية التي تنتجها وتطورها هو ويندوز فون 8.1 وويندوز 10 قريبا وفي شهر أبريل 2015 سوف تبدأ فعاليات مؤتمر مطورين مايكروسوفت الذي سيعلن عن بعض هواتف القطاع من المتوقع أن يكون ضمنهم لوميا 940/1330/1030

## التَّاريخ

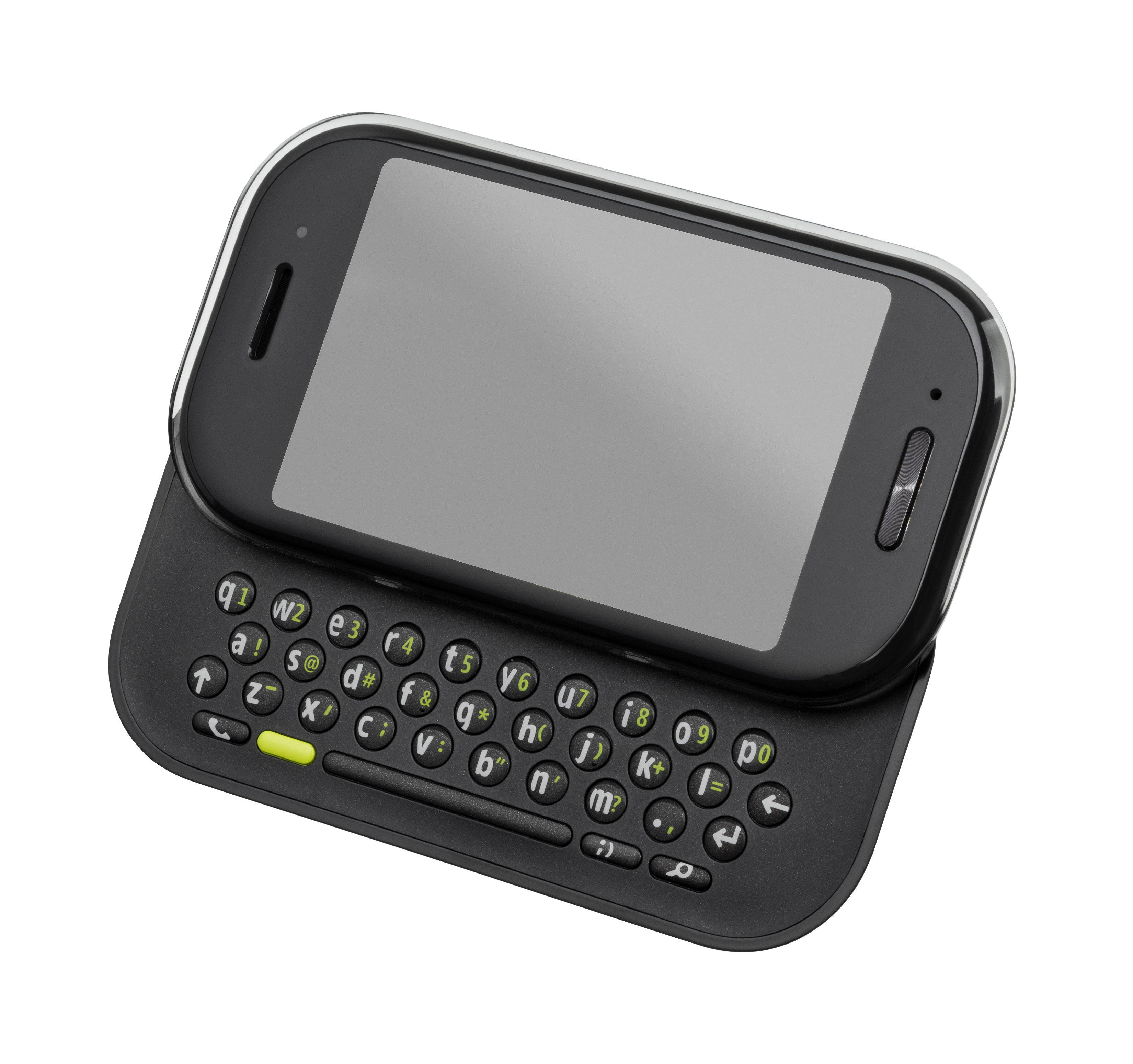
جهاز "مايكروسوفت كين" من عام 2010 المحاولة الأولى لمايكروسوفت في سوق الهاتف المحمول

عادت مايكروسوفت من جديد إلى سوق الهواتِف الذَكِيّة بعدَ اِستِحواذها على قسم الأَجهِزَة والخدمات في نوكيا، حيثُ كانت مُحاوَلتها السابقة عبر جهاز مايكروسوفت كين [الإنجليزية] سيئة.

### 2011 إلى 2013

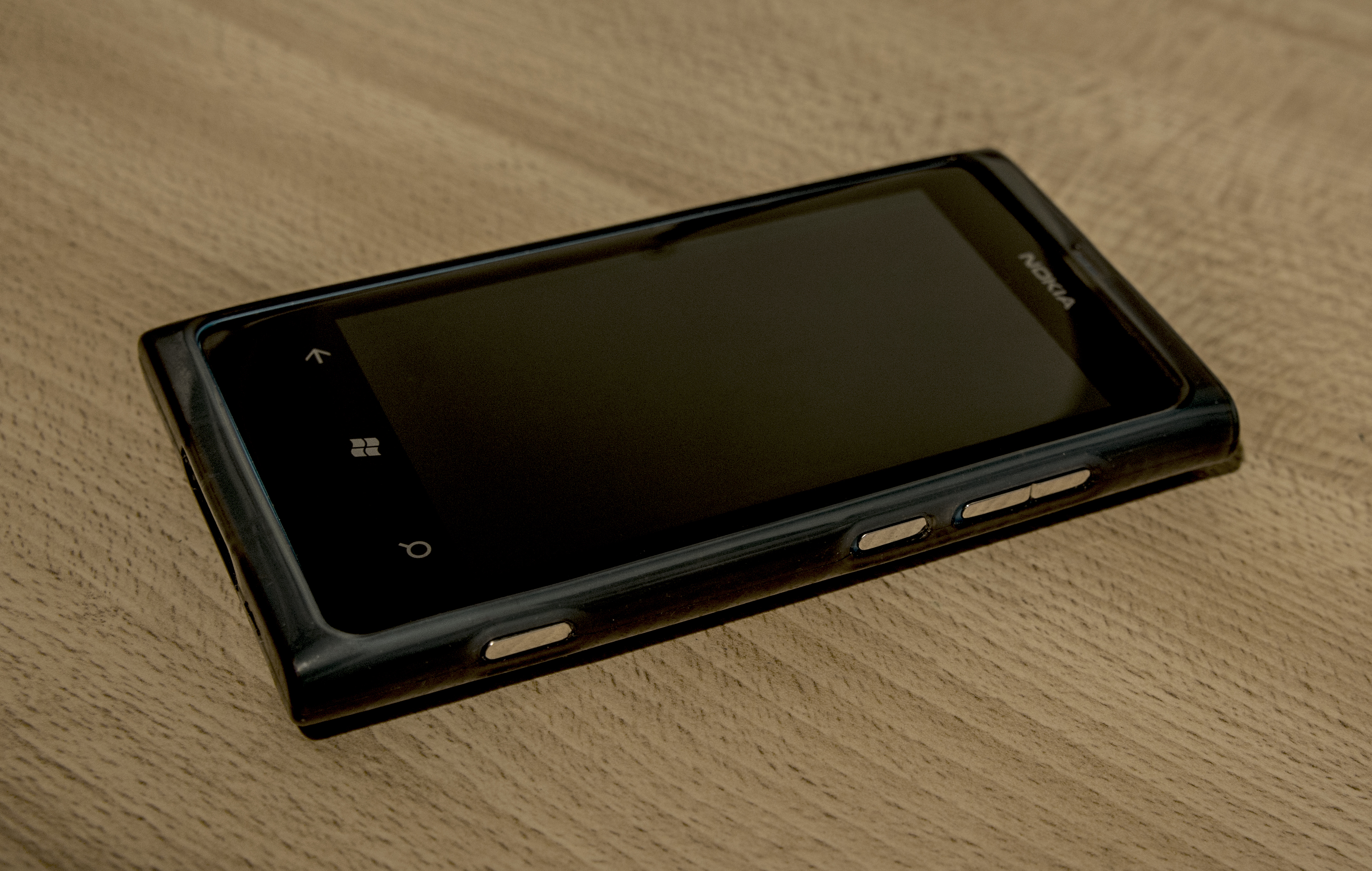
جهاز نوكيا لوميا 800 أول جهاز نوكيا يعمل بنظام ويندوز فون

في فبراير 2011 أعلن «ستيفن إيلوب» الرئيس التنفيذيّ لِشَرِكَة نوكيا، و«ستيف بالمر» الرئيس التنفيذيّ لِشَرِكَة مايكروسوفت، عن شراكة تجاريَّة كبيرة بين الشركتين، من شأنها أن تتبنى نوكيا نِظَام ويندوز فون كمنصةٍ أساسيةٍ لهواتِفها الذَكِيّة المُستقبليَّة، لتحل محل نظامي سيمبيان وميقو، وتَضمّنَت الصفقة أيضًا استخدام مايكروسوفت بينغ كمحرك بحث افتراضي على أَجهِزَة نوكيا، ودمج خرائط نوكيا في خدمات رسم الخرائط الخاصّة بمايكروسوفت، وأَعلَنَت نوكيا استمرارها في إِطلاق جهاز نوكيا N9 بنِظَام ميقو في عام 2011، لكنّها ستخصص موارد أقل للتطوير المستقبلي للمنصة، وأنَّها ستتخلص تدريجياً من نِظَام سيمبيان بالكامل. واعتبر المُحَلِلون التوافق مع مايكروسوفت يعود لعمل ستيفن إلوب [الإنجليزية] السابق مع مايكروسوفت.
نظرًا لكون نوكيا أكبر شركة مصنعة للهَواتِف المَحمُولة والهواتِف الذَكِيّة في جميع أنحاءِ العالم في ذلك الوقت،  فقد كانَ من المتوقع أن تحالفها مع مايكروسوفت سيساعد ويندوز فون،  ولكنَّ مَبيعات الهواتِف الذَكِيّة لنوكيا هبطت من المركز الأول إلى العاشر من 2011 إلى 2013،  وتفوَّقت شركة أبل على نوكيا كأكبر صانع للهَواتِف الذَكِيّة فِي الْعَالم في يونيو 2011،  وفي الرُبع الثاني من 2011 سجلت نوكيا خسارة قدرها 368 ملْيُون يورو، بعدَ تحقيقها أرباح بَلَغَت 227 ملْيُون يورو في الرُبع الثاني من 2010، وفي سبتمبر 2011 أَعلَنَت نوكيا إلغائها 3500 وظيفة أُخرى في جميع أنحاءِ العالم، وإغلاق مصنع كلوج في رومانيا، بعدَ أن ألغت 7000 وظيفة في أبريل من العام ذاته. وفي أغسطس 2011 صرح «كريس ويبر» رئيس فرع نوكيا في الولايات المتَّحدة قائلاً «الحقيقة هي أننا إذا لم ننجح مع ويندوز فون، فلا يهم ما نفعله في مكان آخر» وأضاف أن «أمريكا الشماليَّة أولوية بالنسبة لنوكيا، لأنَّها سوق رَئِيسيّ لمايكروسوفت.»  وفي 26 أكتوبر 2011 كشفت نوكيا النقاب عن أول أجهزتها التي تعمل بنِظَام ويندوز فون 7، وهي نوكيا لوميا 800 ونوكيا لوميا 710. وبعد الإعلان انخفض سعر سهم نوكيا بنَحْو 14 بالمائة وهو أكبر انخفاض مُنذُ يوليو 2009. وانهارت مَبيعات الهواتِف الذَكِيّة في نوكيا.

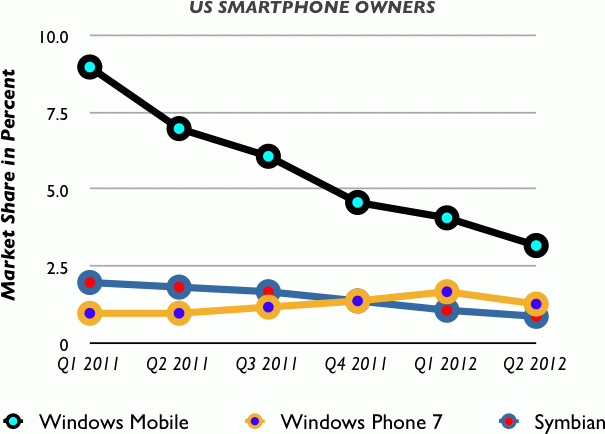
حصة السوق من أنظمة سيمبيان وويندوز موبايل وويندوز فون 7 بين مالكي الهواتف الذكية في الولايات المتحدة من الربع الأول من عام 2011 إلى الربع الثاني من عام 2012 وفقًا لشركة نيلسن.

أَعلَنَت نوكيا أن مَبيعات لوميا بَلَغَت أكثر من ملْيُون هَاتِف في 2011،  وأرتفعت إلى 2 ملْيُون في الرُبع الأول من 2012،  وإلى أربعة ملْيُون هَاتِف في الرُبع الثاني من عام 2012،  وباعت 600 ألف هَاتِف ذكي فقط في أمريكا الشماليَّة بنظامي سيمبيان وويندوز فون 7،  وبالمُقارنة فقد باعت نوكيا أكثر من 30 ملْيُون جهاز بنِظَام سيمبيان حول العالم في الرُبع الرابع من عام 2010، منها أربعة ملْيُون جهاز نوكيا N8 في الرُبع الأول، وفي الرُبع الثاني من عام 2012 تم شحن 26 ملْيُون جهاز آيفون و105 ملْيُون جهاز أندرويد، مقارنة بـ 6.8 ملْيُون جهاز سيمبيان و5.4 ملْيُون جهاز بنِظَام ويندوز فون. وفي إعلان تَحَالُف نوكيا مع جروبون أعلن «ستيفن إيلوب» أن المُنافسة ليست مع مصنعي الأَجهِزَة الآخرين بل مع جوجل. في يونيو 2012 قال رئيس شركة نوكيا ريستو سيلاسما [الإنجليزية] للصحفيين إن نوكيا لديها خطة طوارئ في حالة فشلَ ويندوز فون.
في 8 فبراير 2012 أَعلَنَت نوكيا عن تسريح أربعة ألف مُوَظَّف من موظَّفي مصانع الهواتِف الذَكِيّة في أوروبا بحلول نهاية 2012، وأنَّها ستنقل مصانع التجميع إلى مكان قريب من موردي المكوّنات في آسيا،  في 14 يونيو 2012، أَعلَنَت نوكيا عن تسريح 10000 مُوَظَّف على مستوى العالم بحلول نهاية عام 2013  وأنَّها ستغلق مواقع الإِنتاج والبحث في فنلندا وألمانيا وكندا، تماشيًا مع خسائرها المستمرّة وانخفاض سعر أسهمها إلى أدنى مستوى لَهُ مُنذُ 1996. وإجمالاً سرحت نوكيا 24500 مُوَظَّف بنهاية عام 2013. وفي 18 يونيو 2012 خفضت «موديز» تصنيف سندات نوكيا إلى حالة غير مرغوب فيها. واعتُرف الرئيس التنفيذيّ لنوكيا بأنَّ عدم قدرة الشركة على توقع التغيّرات السريعة في صناعة الهواتِف المَحمُولة كانَ أحد الأسباب الرئيسيَّة لوقوعها في هذه المشاكل.
في 4 مايو 2012 رفعت مَجمُوعَة من مستثمري نوكيا دَعوَى جماعية ضدَّ الشركة، نتيجة مَبيعاتها المخيبة للآمال. وفي 22 أغسطس 2012 قيل أن مستثمري نوكيا الفنلنديين يفكرون في جمع توقيعات لإزالة «ستيفن إيلوب» من مَنصِب الرئيس التنفيذيّ. وفي ديسمبر 2012 أَعلَنَت نوكيا أنَّها تنوي بيع مَقَرها الرئيسيّ «نوكيا هاوس» مقابل 170 ملْيُون يورو، لخفض التكاليف خِلال فترة انخفاض الإيرادات.
في يناير 2013 أَعلَنَت نوكيا أن مَبيعات الرُبع الرابع من 2012 بَلَغَت 6.6 ملْيُون هَاتِف ذكي، منها 2.2 ملْيُون جهاز سيمبيان و4.4 ملْيُون جهاز لوميا بنظامي ويندوز فون 7 وويندوز فون 8. وكانت مَبيعاتها في أمريكا الشماليَّة 700 ألف هَاتِف مَحمُول فقط، وفي مايو 2013 أَصَدَرَت نوكيا «مِنَصّة آشا» لأجهزة الهواتِف الذَكِيّة منخفضة الجودة. وفي نفس الشهر أَعلَنَت عن شراكتها مع أكبر مشغل خلوي فِي الْعَالم تشاينا موبايل لتقديم هَاتِف نوكيا الجديد «لوميا 920» الذي يعمل بنِظَام ويندوز، باسمِ «لوميا 920 تي» وهو نسخة صينيَّة حصرية، وكانت الشراكة مُحاوَلة من نوكيا للتواصل مع قاعدة عملاء تشاينا موبايل التي تبلغ 700 ملْيُون شخص.
أَعلَنَت نوكيا عن خسارة تشغيلية قدرها 115 ملْيُون يورو (98.8 ملْيُون جنيه إسترليني) في الرُبع الثاني من عام 2013، وانخفاض إيراداتها إلى 5.7 مِليار يورو بنِسبَة 24 بالمائة، وقد تحملت نوكيا 4.1 مِليار يورو خسائر تشغيلية خِلال الأشهر التسعة السابقة للربع الثاني من 2013 حيثُ واجهت الشركة مشاكل خاصَّة في الصين والولايات المتَّحدة، وكانت عائِدَات هَواتِف نوكيا هي الأدنى مُنذُ عام 2002. وفي يوليو 2013 أَعلَنَت نوكيا أن مَبيعات لوميا بَلَغَت 7.4 ملْيُون دُولَار للربع الثاني من العام وهو رَقم قِيَاسيّ مرتفع،  ولكنَّ هَواتِف ويندوز بشكلٍ عام تفتقر إلى الزخم وإلى حصّة السوق العالميَّة، على الرغم من تفوقها على مِنَصّات الهواتِف المَحمُولة الأُخرى المُنافسة مثل بلاك بيري.
في يونيو 2013 كانت نوكيا المُهيمنة في السوق حيثُ اِستَحوذت على 83.3 بالمائة من إجمالي الهواتِف المباعة،  وبحلول أكتوبر 2013 اِستَحوذ «لوميا» على أكثر من 90 بالمائة من مَبيعات هَواتِف ويندوز. وتعودُ أسباب عدم تحقيقها للأرباح أن هواتفها الراقية لم تشهد مَبيعات مناسبة، وأنَّ أراقم المَبيعات الضخمة كانت لهاتف نوكيا لوميا 520 بسعره المنخفض.

### 2013 إلى 2014
في 2 سبتمبر 2013 أَعلَنَت مايكروسوفت أنَّها ستستحوذ على أعمال الأَجهِزَة المَحمُولة من نوكيا في صَفقَة بَلَغَت قيمَتها 3.79 مِليار يورو، بِالإضافة إلى 1.65 مِليار يورو أُخرى لترخيص محفظة نوكيا لبراءات الاختراع لعشر سنوات، واعتبر ستيف بالمر أن العملية «خطوة جريئة نَحْو المُستقبل» لكلا الشركتين، ويرجعُ ذلك أساسًا إلى تعاونها الأخير، كانَ أيضًا جُزءًا من رؤية بالمر طويلة المدى لتحويل مايكروسوفت إلى شركة «أَجهِزَة وخدمات». قال المدير التنفيذيّ السابق لنوكيا «أنسي فانجوكي» في مقابلة نشرت في هلسنغن سانومات أن الصفقة كانت «حتمية» بسببِ «الإستراتيجيَّة الفاشلة» التي يتبعها ستيفن إيلوب. وكشف رئيس مجلس إدارة نوكيا «ريستو سيلاسما» في مقابلة مع «هلسنغن سانومات» في 2018 أن مايكروسوفت كانت تجري محادثات لشراء إتش تي سي قبل أن تختار شراء أعمال نوكيا.
في مارس 2014 أَعلَنَت مايكروسوفت تأجيل الاِستِحواذ على أعمال الهَاتِف المَحمُول الخاصّة بنوكيا إلى أبريل بسببِ مشاكل مع المنظمين في آسيا،  وفي 25 أبريل 2014 أكملت مايكروسوفت عملية الاِستِحواذ بعدَ «زيادة طفيفة» عن المبلغ الأصليّ البالغ 5.44 مِليار يورو. وأصبَحَت أصول الهَاتِف المَحمُول لِشَرِكَة نوكيا جُزءًا من مايكروسوفت موبايل، وهي شركة فرعيَّة جديدة لِشَرِكَة مايكروسوفت ومَقَرها في فنلندا.
بينما رخصت مايكروسوفت علامة نوكيا التجاريَّة بموجب اتفاقية مدتها 10 سنوات، ووافقت نوكيا على عدم استخدام اسمها على الهواتِف الذَكِيّة والخضوع لشرط غير تنافسي يمنعها من إِنتاج أي أَجهِزَة مَحمُولة باسمِ نوكيا حتَّى 31 ديسمبر 2015، واِستَحوذت مايكروسوفت على علامتيّ آشا ولوميا كجزء من الصفقة،  بِالإضافة إلى العلّامات التجاريَّة المتعلّقة بنوكيا وهي «بيورفيو» و«كلير بلاك» و«سورج» و«مورال» و«سيمبيان». وحصلت مايكروسوفت ضمنَ الصفقة على 8500 براءة اختراع متعلقة بالتصميم، وترخيص لاستخدام 30 ألف براءة اختراع على أساس غير حصري لعشر سنوات.
انضم عدد من المديرين التنفيذيين لِشَرِكَة نوكيا إلى مايكروسوفت كجزء من الصفقة، حيثُ أصبَحَ ستيفن إيلوب رئيس فَرِيق أَجهِزَة مايكروسوفت (الذي يشرف على مُنتَجات مثل إكس بوكس ومايكروسوفت سارفيس)، وحل «ريستو سيلاسما» محل «ستيفن إيلوب» كرئيس تنفيذي مؤقت، قبل تعيين «راجيف سري».
في 17 يوليو 2014 سرحت مايكروسوفت 18 ألف من موظَّفي الشركة، وكان أغلبهم من موظَّفي نوكيا السَّابقين، كما أنهت مايكروسوفت التطوير المستقبلي لخطوط نوكيا «آشا» و«سيريس 40» و«إكس»، للتركيز على ويندوز فون فقط.
وبعد فترة وجيزة من الاِستِحواذ أوقفت مايكروسوفت النموذج الأولي لساعة نوكيا الذَكِيّة، التي تحمل الاسم الرمزي «مونراكر» لصالح مايكروسوفت باند [الإنجليزية].

### 2014 إلى 2017

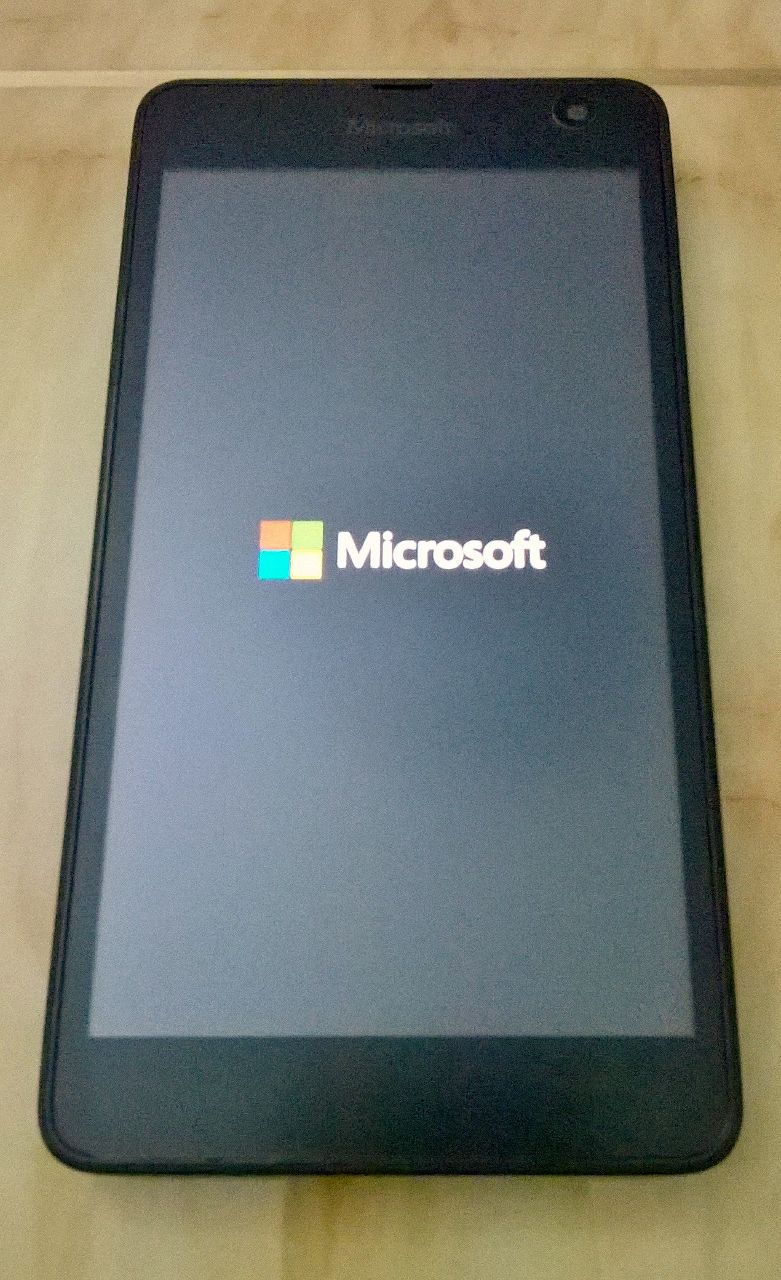
مايكروسوفت لوميا 535 أول جهاز لوميا يحمل علامة مايكروسوفت التجارية

بدأت عملية إعادة تصميم العلَّامة التجاريَّة في 2014، حيثُ تم إغلاق «بريد نوكيا» و«نوكيا شات» في مارس 2014، وقُدمت خِدْمَة لترحيل البيانات إلى مايكروسوفت أوت لوك .كوم وسكايب في أبريل 2015،  وفي 25 أبريل 2015 أُغلقت جميع حسابات نوكيا،  وغُيرت أسماء صفحات نوكيا في مواقع التواصل الاجتماعيّ إلى مايكروسوفت لوميا،  وأُعيد تسمية صفحات شبكة ويندوز فون الاجتماعيَّة أيضًا،  وتمَّ تغيير علامة محادثات نوكيا التجاريَّة إلى محادثات لوميا،  وغُيرت علامة NokNok.tv التجاريَّة إلى «لوميا كونفرزيشن يو كي» (بالإنجليزية: Lumia Conversations UK)‏.
في يوليو 2014 أفاد موقع إيفان بلاس بأنَّ مايكروسوفت تحاول ترخيص اسم نوكيا في مخطط العلَّامة التجاريَّة المُشتركة، للأجهزة المستقبليَّة التي تحمل علامة «نوكيا باي مايكروسوفت». وبعد اِستِحواذ مايكروسوفت على نوكيا كشفت مايكروسوفت موبايل عن أَجهِزَة لوميا في سبتمبر 2014 تحمل اسم نوكيا ومنها نوكيا لوميا 830 ونوكيا لوميا 735. ولاحقًا غُيرت أسماء تطبيقات الهَاتِف المَحمُول الخاصّة بنوكيا إلى «لوميا».
في سبتمبر 2014 أَعلَنَت مايكروسوفت عن نِظَام تشغيل ويندوز 10 للهَواتِف الذَكِيّة والأَجهِزَة اللوحية وأَجهِزَة الكُمبِيُوتَر المَحمُولة وأَجهِزَة إكس بوكس، ووفرته لهواتف لوميا الذَكِيّة،  وكانت هَواتِف لوميا أول من تلقى معاينة ويندوز إنسايدر.
في أكتوبر 2014 أَعلَنَت مايكروسوفت أن أَجهِزَة لوميا المستقبليَّة ستتم تسميتها باسم وشعار «مايكروسوفت» بدلاً من «نوكيا»،  وفي نوفمبر 2014 أَعلَنَت عن أول هَاتِف يحمل اسم «مايكروسوفت» وهو مايكروسوفت لوميا 535. وفي نوفمبر 2014 أطلق قسم «لوميا بيتا آبز» إصدار «لوميا سينماغراف بيتا» الذي يعمل على نقل المحتوى من موقع الويب الخاص بشركة نوكيا إلى مايكروسوفت ون درايف،  وتمَّ ترحيل جميع المحتويات من مواقع نوكيا إلى خدمات مايكروسوفت.
في ديسمبر 2014 أوقفت مايكروسوفت خِدْمَة "Nokia Sync" لمزامنة جهات الاتصال ومعلومات الهَاتِف العامَّة، لصالح «مايكروسوفت ون درايف» الذي يستخدم حسابات مايكروسوفت كجزء من عملية انتقال حسابات نوكيا إلى حسابات مايكروسوفت.

#### 2015 إلى 2017

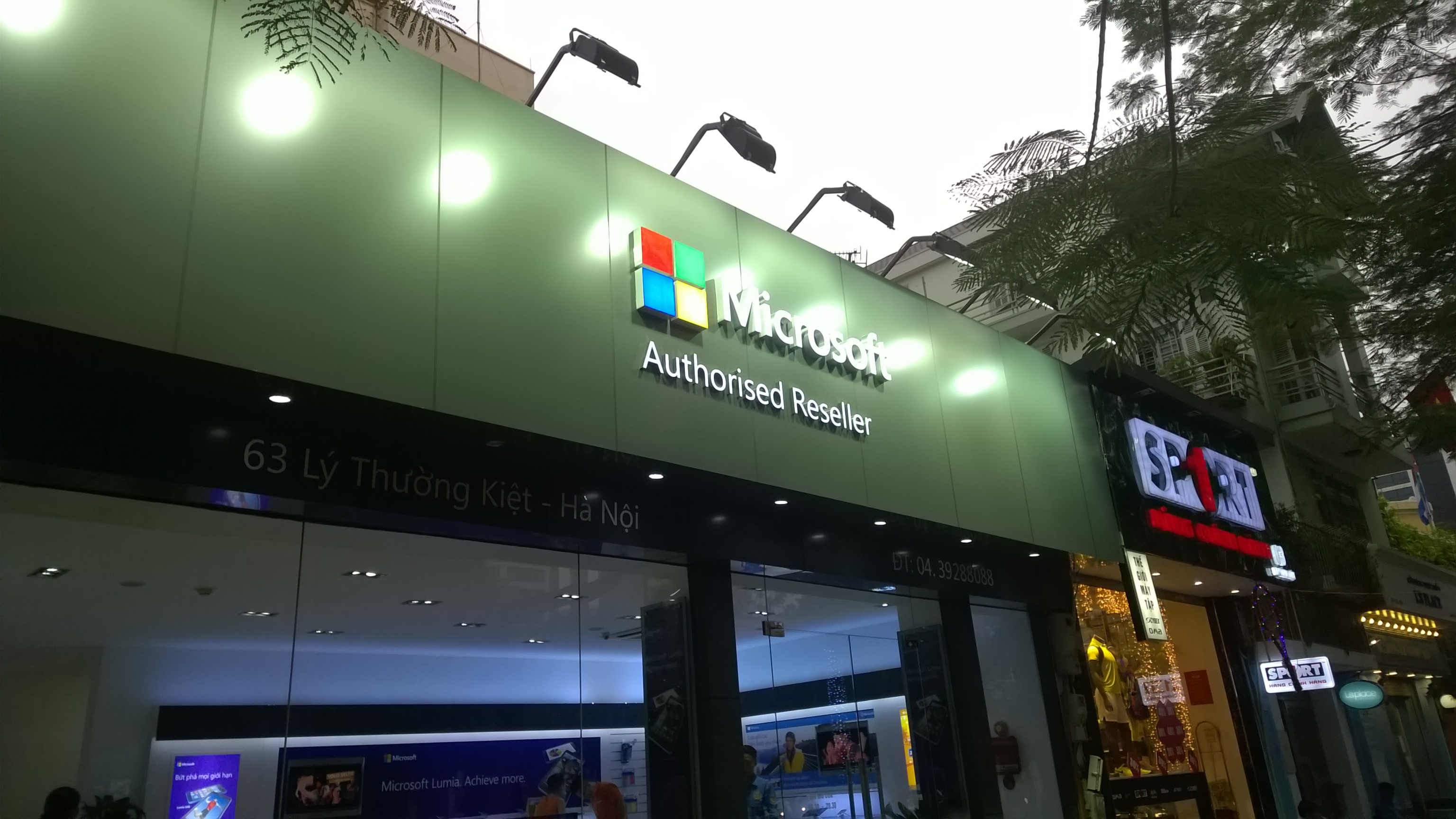
متجر بائع معتمد من مايكروسوفت في هانوي، فيتنام

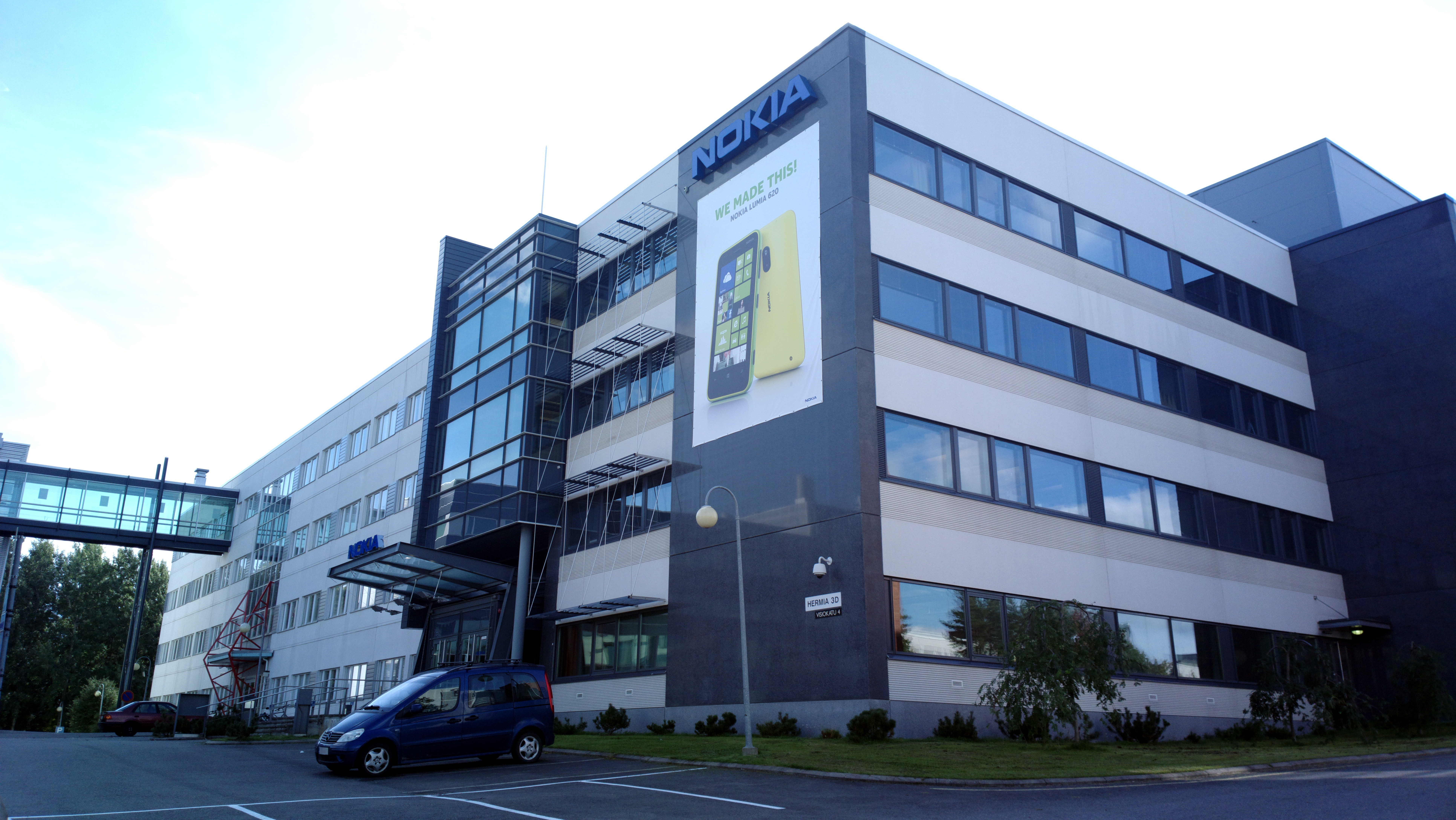
مبنى مكاتب مايكروسوفت موبايل في هيرفانتا، تامبيري، فنلندا

أَطلَقَت مايكروسوفت العديد من الأَجهِزَة ذات النطاق المنخفض والمتوسط للمنافسة في الأسواق النامية مثل لوميا 435،  ومايكروسوفت لوميا 532، ولوميا 435، ومايكروسوفت لوميا 640، ومايكروسوفت لوميا 640، ومايكروسوفت لوميا 540 ولزيادة مَبيعات ويندوز فون وزيادة حصَّتها في السوق. وفي الرُبع الثاني من 2015 باعت لوميا 10.5 ملْيُون جهاز مقارنة بـ 8.2 ملْيُون جهاز خِلال نفس الرُبع من العام السابق. ونتيجة لشعبية مايكروسوفت لوميا 535 في الأسواق الرئيسيَّة مثل الهند والبرازيل،  لم تركز مايكروسوفت على إِطلاق جهاز مايكروسوفت لوميا متطور قبل إِطلاق ويندوز 10.
انخفضت مَبيعات الهواتِف العادية على أساس سنويٌّ في الرُبع الثاني من 2015 حيثُ تم بيع 40 ملْيُون جهاز بإجمالي إيرادات بَلَغَت 2.28 مِليار دُولَار، وهامش أرباح قدره 330 ملْيُون دُولَار (14 بالمائة)، وهو أقل بكثير من السنوات السابقة بسببِ انخفاض الطلب العالميّ على الهواتِف المُميَّزة لصالح الهواتِف الذَكِيّة.
في الرُبع الثالث من 2015 ارتفعت مَبيعات لوميا بنِسبَة 6.5 بالمائة مقارنة بالعام السابق،  بإجمالي مَبيعات بَلَغَت 8.6 ملْيُون هَاتِف لوميا (بزيادة قدرها 18 بالمائة)، وأظهر الرُبع الثالث من 2015 انخفاضًا بشكلٍ عام،  حيثُ تجاوزت التكاليف إيرادات المَبيعات بمقدار 4 ملْيُون دُولَار، وسجلت مايكروسوفت خسارة قدرها 12 سنتًا لكل هَاتِف تبيعه. وفي فبراير 2015 ذكرت مايكروسوفت أن مُعظم أَجهِزَة لوميا ستكون قادرة على ترقية نظامها من ويندوز فون 8.1 إلى «ويندوز 10 موبايل»، وقال «جو بلفيور» أن مايكروسوفت تعمل على إصدار محدود من ويندوز 10 للأجهزة المُنخفضة المستوى بذاكرة وصول عشوائي تبلغ 512 ميغابايت.
اِفتَتَحَت مايكروسوفت أول متجر «مايكروسوفت بريوريتي رسلر» في 28 أبريل 2015 في مدينة جورجاون الهنديَّة، في خطوة لإعادة تسمية متاجر نوكيا في جميع أنحاءِ العالم، وفي ذلك الوقت كانَ لدى مايكروسوفت 15,684 منفذ بيع بالتجزئة و324 مركز نوكيا كير، وتقدَّم متاجر «مايكروسوفت بريوريتي رسلر» خِدْمَة بيع الهواتِف وأَجهِزَة مايكروسوفت سارفيس وإكس بوكس، وستقوم مايكروسوفت بتغيير متاجر نوكيا البالغ عددها 8872 متجرًا إلى إلى متاجر «مايكروسوفت موبايل رسلر». وفي 3 يونيو 2015 أَعلَنَت مايكروسوفت عن أَجهِزَة نوكيا 105 الجديدة بنِظَام التشغيل نوكيا 105 وتهدف لتسويقها بشكلٍ أساسي لمستخدمي الأعمال والسفر وأصحاب الهواتِف المَحمُولة والذَكِيّة.
في يونيو 2015 اِستَحوذت مايكروسوفت على حقوق تسمية مسرح نوكيا لوس أنجلوس لايف وهي قاعة حفلات تتسع لـ 7,100 مقعد في لوس أنجلوس، وأعادت تسميته بمسرح مايكروسوفت، وزودته بمعدات AV جديدة، وتَجدِيد الأماكن العامَّة. وستعرف ساحة «لوس أنجلوس لايف» الخارجيَّة التي تبلغ مساحتها 40 ألف قدم مربع باسم «ساحة مايكروسوفت»، وستغير مايكروسوفت تسمية «نوكيا كلوب» الذي يُضمُّ 2300 مقعدًا في بلازا.
في 8 يوليو 2015 أَعلَنَت مايكروسوفت عن إعادة هيكلة مخططة لمايكروسوفت موبايل، وتسريح 7800 وظيفة، وأَعلَنَت عن خطتها لتقليص إصدارات الأَجهِزَة الذَكِيّة سنويًا، والانسحاب من الأسواق ضعيفة الأداء،  وفي أكتوبر 2015 أَعلَنَت عن أول أَجهِزَة لوميا تعمل على نِظَام ويندوز 10 موبايل وهي لوميا 950 و950 إكس إل ولوميا 550.
في الرُبع الرابع من 2015 باعت مايكروسوفت 19.4 ملْيُون هَاتِف مميز مقارنة ببيعها 30.3 ملْيُون جهاز في العام السابق،  وفي فبراير 2016 أَطلَقَت هَاتِف لوميا 650 الذي يعمل بنِظَام «ويندوز 10 موبايل»، والذّي يستهدف في المقام الأول الطبقة المتوسّطة.
في أبريل 2016 كشفت مايكروسوفت عن بيعها 2.3 ملْيُون جهاز لوميا في الرُبع الأول من السنة، وهو انخفاض كبير مقارنة بالسنة الماضية،  وأدى هذا الانخفاض السريع في المَبيعات وانخفاض الحصة السوقِيَّة لويندوز فون،  إلى إعلان مايكروسوفت في 23 مايو عن تبسيط أعمالها وتسريح 1850 وظيفة في أنحاءِ العالم منها 1350 وظيفة في فنلندا،  كما شطبت 900 ملْيُون دُولَار أمريكيّ من الاِستِحواذ على نوكيا. وصرحت بأنَّها ستستمر في تَطوِير «ويندوز 10 موبايل» ودعم أَجهِزَة لوميا الحاليَّة والأَجهِزَة المستقبليَّة التابعة لجهات خارجية (ممَّا يعني أنَّها لن تنتج بعدَ الآن طرز لوميا جديدة)، و«تبني مِنَصّات متنقلة أُخرى مع خدماتها الإنتاجيَّة».
في مايو أيضًا باعت مايكروسوفت أعمالها الخاصّة بالهواتِف المُميَّزة من نوكيا إلى الشركة الفنلنديَّة الناشئة إتش إم دي العالمية التي يدعمها مسؤولون تنفيذيون سابقون في نوكيا،  واِستَحوذت شركة «إف آي إتش موبايل» التابعة لِشَرِكَة فوكسكون على مصنع في فيتنام، وعلى أصول التوزيع والتَصنِيع الأُخرى من مايكروسوفت موبايل أيضًا. أعلن إتش إم دي العالمية و«إف آي إتش موبايل» تعاونهما لتطوير وتَصنِيع أَجهِزَة جديدة تحت علامة نوكيا التجاريَّة بعدَ حصولهما على ترخيص جديد لمدَّة 10 سنوات للعلامة التجاريَّة، وأطلقت جهازها الأول الهَاتِف الذَكِيّ نوكيا 6 الذي يعمل بنِظَام أندرويد.
في أكتوبر 2017 كشف المدير التنفيذيّ لِشَرِكَة مايكروسوفت «جو بيلفيور» أن مايكروسوفت لن تطور أَجهِزَة جديدة، وأنَّ «ويندوز 10 موبايل» سيتلقى فقط الصيانة والتحديثات.

## مُنتَجات الأَجهِزَة

### لوميا

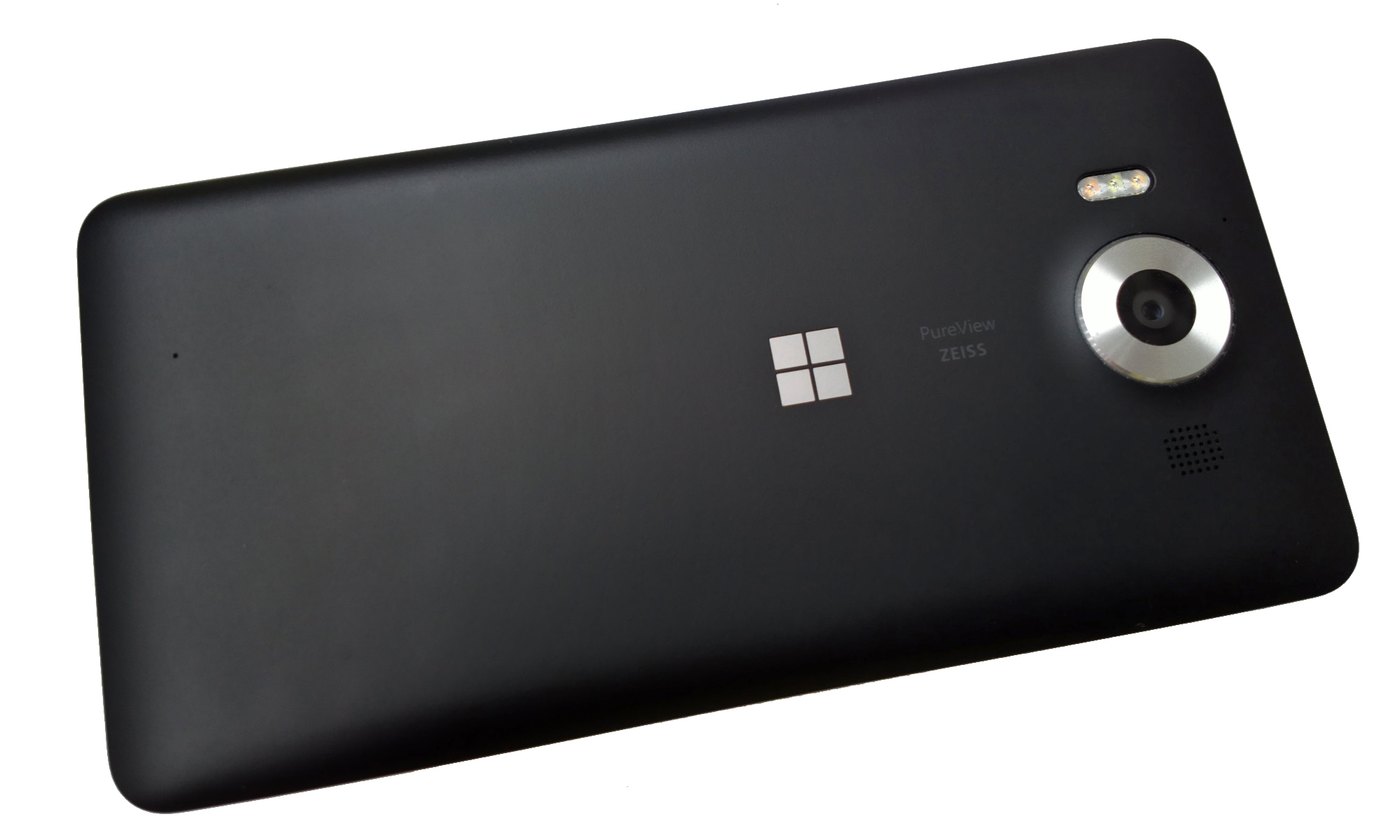
لوميا 950

هو هاتف ذكي يعمل باللمس تم طرحه في نوفمبر 2011، ويعمل بنِظَام تشغيل ويندوز فون، ويُعتبر جهاز نوكيا لوميا 2520 الوحيد الذي يعمل بنِظَام ويندوز آر تي والذّي طُرح في نوفمبر 2013 ولاحقاً تم إيقافه. يُعدُّ لوميا حافظة هَواتِف مايكروسوفت الرائدة.
في أكتوبر 2014 أَعلَنَت مايكروسوفت رسميًا عن تخليها عن علامة نوكيا التجاريَّة، وأنَّ طرازات لوميا القادمة سيتم تسميتها باسمِ مايكروسوفت وشعارها فقط. وفي نوفمبر 2014 أَعلَنَت مايكروسوفت عن أول هَاتِف يحمل علامة تجاريَّة ذاتية وهو مايكروسوفت لوميا 535،  ولم يؤثر تغيير العلَّأمة التجاريَّة من «نوكيا» إلى «مايكروسوفت» على المَبيعات، على الرغم من اعتقاد بَعض النقَّاد أن هذا التغيير قد يؤثر على قرارات المستهدمين نظرًا لكون نوكيا علامة تجاريَّة معروفة في مجال الهواتِف المَحمُولة مقارنة بمايكروسوفت.
في أكتوبر 2015 أَعلَنَت مايكروسوفت عن أول أَجهِزَة لوميا يعمل على نِظَام «ويندوز 10 موبايل» الأساسي، وهي لوميا 950 ولوميا 950 إكس إل، ولوميا 550. وذكرت مايكروسوفت أن مُعظم أَجهِزَة لوميا ستكون قادرة على تحديث نظامها من «ويندوز فون 8» أو «ويندوز فون 8.1» إلى «ويندوز 10» اعتبارًا من ديسمبر 2015.
في أكتوبر 2017 كشف «جو بيلفيور» مدير مايكروسوفت التنفيذيّ أن مايكروسوفت لن تطور أَجهِزَة هَاتِف جديدة وأنَّ «ويندوز 10 موبايل» سيتلقى فقط إصدارات الصيانة والتصحيحات مُنذُ ذلك الحين، مشيرًا إلى حصَّتها المُنخفضة في السوق وتخلي مايكروسوفت عن أعمالها المَحمُولة.

### نوكيا إكس

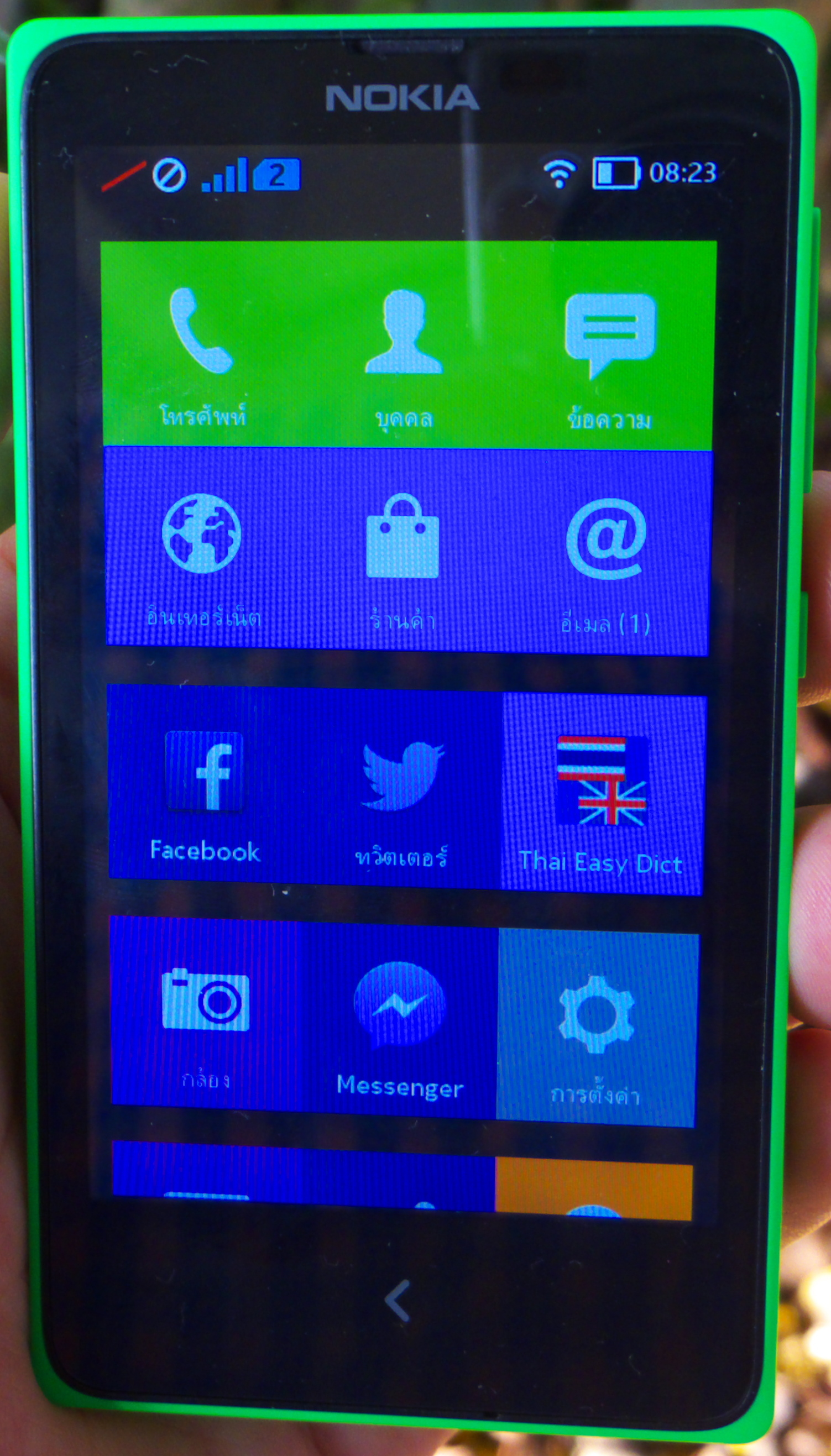
هاتف نوكيا إكس

في مُنتَصَف سبتمبر 2013 كشف تقرير إعلامي أن نوكيا اختبرت نِظَام التشغيل «أندرويد» على أَجهِزَة لوميا وآشا،  وفي 11 ديسمبر 2013 أظهر تقرير أن نوكيا تستمر في تَطوِير الجهاز الذي يشبه آشا، والذّي يحمل الاسم الرمزي «نورماندي»، على الرغم من اِستِحواذ مايكروسوفت على نوكيا. وفي فبراير 2014 كُشف عن عائلة «نوكيا إكس» في المؤتمر العالميّ للجوال. حيثُ تعمل هذه الأَجهِزَة التي تستهدف الأسواق الناشئة على إصدار مُعَدّل من أندرويد يُعرف باسم «مِنَصّة برامج نوكيا إكس» والذّي عُدل للتوافق مع خدمات مايكروسوفت دون استخدام متجر جوجل بلاي، لاحقًا في يوليو 2014 أَعلَنَت مايكروسوفت إنهاء إِنتاج آشا وسيريس 40 وإكس بالكامل، لصالح إِنتاج مُنتَجات ويندوز فون.

### آشا

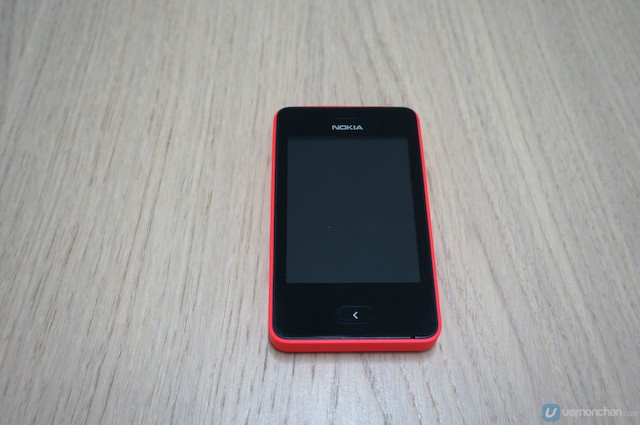
نوكيا آشا 501

تتألَّف سِلسِلَة آشا (بالإنجليزية: Asha)‏ من هَواتِف مميزة وهَواتِف ذكية منخفضة التكلفة تستهدف بشكلٍ أساسي الأسواق الناشئة، وتحتوي السلسلة على مزيج من شاشة «اللمس والكتابة» كويرتي وأَجهِزَة لوحة المفاتيح تي ناين التقليديّة. وفي الأصل كانت أَجهِزَة آشا تعمل على نِظَام التشغيل المخضرم من نوكيا سيريس 40، وقامت نوكيا لاحقًا بإنشاء «مِنَصّة آشا» بعدَ اِستِحواذها على «سمارتر فون». وفي مايو 2013 أصبَحَ آشا 501 أول جهاز يعمل بنِظَام التشغيل الجديد،  وعند قيام مايكروسوفت بعملية إعادة الهيكلة في يوليو 2014 نُقلت خطوط أَجهِزَة آشا إلى «وضع الصيانة»، وأَعلَنَت مايكروسوفت إيقاف كلّ من آشا ونوكيا إكس وسيريس 40،  لصالح إِنتاج مُنتَجات ويندوز فون.

### سيريس 40

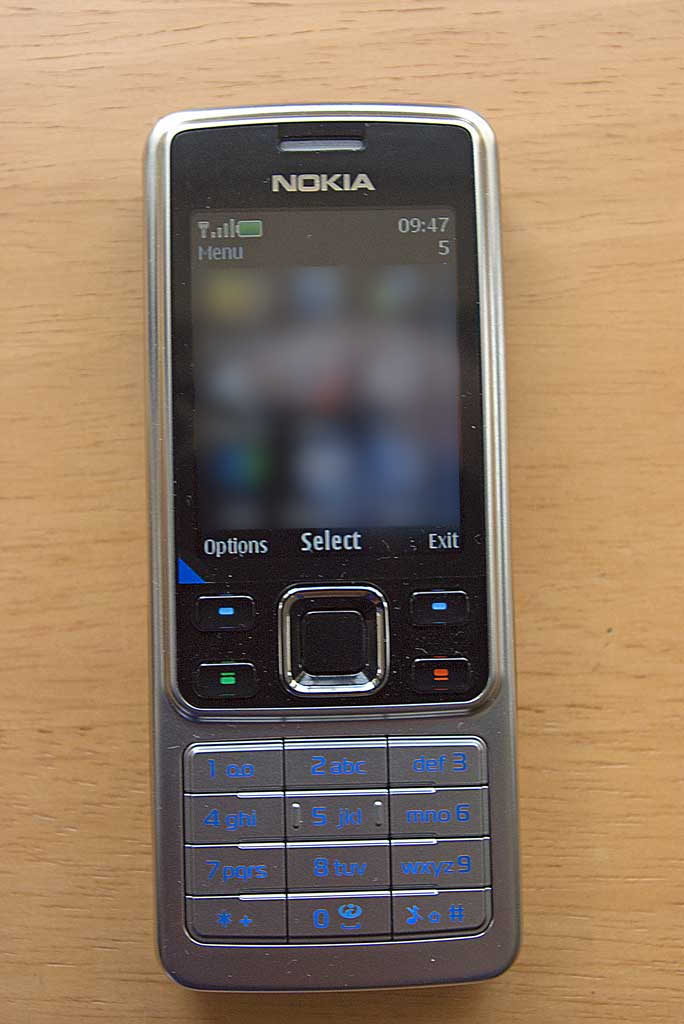
نوكيا 6300

كانت «سيريس 40» (بالإنجليزية: Series 40)‏ أو "S40" عبارة عن مِنَصّة برمجية وواجهة مُستَخدم تُستخدم في مَجمُوعَة نوكيا الواسعة من الهواتِف المُميَّزة ذات الميزات المتوسّطة، وكذلك في الهواتِف الفاخرة فيرتو، وكانت من أكثر مِنَصّات الهواتِف المَحمُولة استخدامًا فِي الْعَالم،  وفي 25 يناير 2012 أَعلَنَت نوكيا أنَّها باعت أكثر من 1.5 مِليار جهاز من سيريس 40. ولم تستخدم نوكيا سيريس 40 في الهواتِف الذَكِيّة حيثُ كانت تستخدم «ويندوز فون» ونِظَام سيمبيان، وفي عاميّ 2012 و2013 أَعلَنَت نوكيا استخدام سيريس 40 في طرازات هَواتِف آشا مثل (308 و309 و311) على أنَّها هَواتِف ذكية على الرغم من كونها لا تدعم تعدد المهام ومتصفح النص الفائق،  وفي يوليو 2014 أُعلنت مايكروسوفت إيقاف دعم سيريس 40.

### سيريس 30+
|                                              |  |                |
| جهاز نوكيا 215 الذي يعمل على منصة سيريس 30+. |  | هاتف نوكيا 100 |

سيريس 30+ (بالإنجليزية: Series 30+)‏ هي مِنَصّة برمجية وواجهة مُستَخدم تم استِخدامُها بواسطة مايكروسوفت موبايل للأجهزة المَحمُولة للمبتدئين،  وكان «نوكيا 130» أول أجهزتها،  حيثُ يحتوي على ميزات أساسية مثل مصباح يدوي وراديو وشاحن يو إس بي، وتشغيل الفِيديُو واتصال بلوتوث، ولم يحتوي على الاتصال بالإنترنت، واحتوى هَاتِف «نوكيا 215» الذي أصدرته في 2014 على ميزة تصفح الإنترنت بِاستخدام مايكروسوفت بينغ وإم إس إن وأوبرا ميني.
في يونيو 2015 وسعت مايكروسوفت هَواتِف نوكيا المُميَّزة وأَصَدَرَت «نوكيا 105» الذي يستهدف بشكلٍ خاص الدول النامية،  وفي الرُبع الثالث من 2015 أَطلَقَت جهاز «نوكيا 222» الذي يتميز بشاشة بحجم 2.4 بوصة أكبر من الأَجهِزَة السابقة،  وأطلقت مايكروسوفت آخر جهاز نوكيا في ديسمبر 2015 وهو «نوكيا 230» بهيكل من الأَلومِنيوم، وكاميرا أمامية بدقة 2 ميجابكسل، ومفتاح كاميرا سيلفي مخصص.

### سيريس 30
كانت «سيريس 30» (بالإنجليزية: Series 30)‏ أو "S30" عبارة عن مِنَصّة برمجية وواجهة مُستَخدم أنشأتها نوكيا للأجهزة المَحمُولة للمبتدئين، وكانت غير قادرة على تشغيل تطبيقات الجافا،  وبحلول مُنتَصَف 2014 أوقفت مايكروسوفت إصدارها.

### اكسسوارات المَحمُول
تنتج مايكروسوفت موبايل ملحقات للهَواتِف المَحمُولة مثل «تريسور تاغ» التي تدعم تقنية بلوتوث،  وفي الأَجهِزَة الأحدث جمعت مايكروسوفت سماعات رأس الشركة السويديَّة «كلاود» بدلاً من أجهزتها،  وفي أواخر 2014 أَطلَقَت مايكروسوفت شاحن بطارية مَحمُول يسمى «مايكروسوفت بورتابل باور» (بالإنجليزية: Microsoft Portable Power)‏،  خلفه «شواحن مايكروسوفت المزدوجة المَحمُولة» (بالإنجليزية: Microsoft Portable Dual Chargers)‏.

## شؤون الشَّرِكَاتِ
عندما دخلت مَجمُوعَة الأَجهِزَة والخدمات التابعة لِشَرِكَة نوكيا في القوى العاملة لمايكروسوفت، أصبَحَ الرئيس التنفيذيّ السابق لِشَرِكَة نوكيا «ستيفن إيلوب» الرئيس الجديد لأجهزة مايكروسوفت التي تتضمن أَجهِزَة مثل مايكروسوفت سارفيس وإكس بوكس، وانضم إليه مدراء نوكيا التنفيذيون «جو هارلو» (الأَجهِزَة الذكية)، و«جوها بوتكيرانتا» (العمليات)، و«تيمو تويكانن» (الهواتِف المميزة)، و«كريس ويبر» (المَبيعات والتسويق) وحصلوا على مناصب مماثلة في مايكروسوفت. احتفظَ قسم «أَجهِزَة مايكروسوفت» بمُعظم مجموعات نوكيا بما فيها من فرق أَجهِزَة واستُوديُوهات، ودُمجت فرق البرامج مع فرق مايكروسوفت المماثلة. وأعاد «ستيفن إيلوب» تنظيم هيكل نوكيا في السابق ليكون مشابهًا لمايكروسوفت.
في 17 يونيو 2015 أَعلَنَت مايكروسوفت أن مديري نوكيا التنفيذيين السَّابقين «ستيفن إيلوب»،  و«جو هارلو» سيغادرون الشركة،  كجزء من إعادة التنظيم الهيكلي لِشَرِكَة مايكروسوفت، ودُمجت مَجمُوعَة «الأَجهِزَة والاستوديوهات» مع «مَجمُوعَة أَنظِمَة التشغيل» وشكلت «مَجمُوعَة ويندوز والأَجهِزَة الجديدة» برئاسة «تيري مايرسون»،  حيثُ تتضمن المجمُوعة الهندسيَّة الجديدة أقسام أَجهِزَة مايكروسوفت مثل مايكروسوفت سارفيس وباند ومايكروسوفت هولولنز وإكس بوكس، بِالإضافة إلى نِظَام التشغيل مايكروسوفت ويندوز.

### المقر

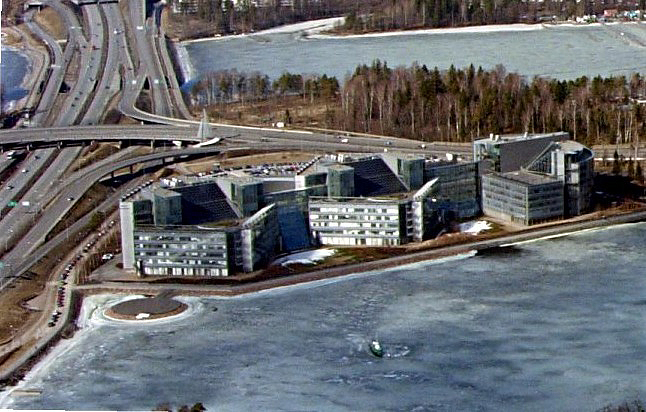
المكتب الرَئِيسيّ السابق لشركة مايكروسوفت موبايل

كانَ المقرالرَئِيسيّ لِشَرِكَة مايكروسوفت موبايل هو «مايكروسوفت تالو» في كيلانيمي، إسبو في فنلندا، والذّي يُعرف سابقًا باسم «نوكيا هاوس» وكان جُزءًا من اِستِحواذ مايكروسوفت على أعمال أَجهِزَة نوكيا، وأصبَحَ المقر الرَئِيسيّ لِشَرِكَة مايكروسوفت موبايل في أبريل 2014 وحصل على اسمه الجديد. وهو حاليًا مَقَر «مايكروسوفت فنلندا»  وتيتو.

## وصلات خارجية
- الموقع الرسمي
- المدونة الرسمية